# Брун, Эрик
Эрик Белтон Эверс Брун (дат. Erik Belton Evers Bruhn; 3 октября 1928, Копенгаген — 1 апреля 1986, Торонто) — датский танцовщик и хореограф.

## Биография
Четвёртый ребенок и первый сын Эллен (урожденной Эверс), владелицы парикмахерской, и третий ребенок Эрнста Бруна. Родители Эрика поженились незадолго до его рождения.
С 1937 года учился в балетной школе при Королевском балете Дании, был полностью воспитан на технике Бурнонвиля. На становление Бруна как танцовщика оказали большое влияние уроки Веры Волковой.
Дебютировал в 1946 году в роли Адониса в балете Харальда Ландера «Торвальдсен». В 1947 году подписал постоянный контракт с Датским королевским балетом. В том же году взял творческий отпуск и в течение шести месяцев выступал в английском Metropolitan Ballet в паре с болгарской балериной Соней Аровой.
Весной 1948 года вернулся в Королевский датский балет, а в 1949 году был назначен солистом — наивысший уровень, которого может достичь танцор в датском балете.
В 1949 году, он снова взял отпуск и присоединился к труппе Американского театра балета в Нью-Йорке, там он будет регулярно танцевать в течение следующих девяти лет, хотя его родной труппой по-прежнему был Королевский датский балет.
В 1955 году дебютировал в роли Альбрехта в балете «Жизель» в паре с Алисией Марковой (партнёрша была почти на двадцать лет старше его). Выступлению предшествовала всего лишь трёхдневная репетиция. Спектакль произвёл фурор. Театральный критик Джон Мартин, писавший для «The New York Times», назвал это «датой, которую нужно записать в учебники истории, потому что это выглядело так, как если бы величайшая Жизель сегодняшнего дня передала священное доверие тому, кто, вероятно, станет величайшим Альбрехтом будущего».
Брун официально ушёл из датского балета в 1961 году, к тому времени он стал всемирно известным артистом, хотя продолжал периодически выступать с труппой в качестве приглашенного артиста. В мае 1961 года он на сезон вернулся в Театр балета в Нью-Йорке.
Как человека и артиста Бруна отличало на удивление слабое тщеславие; он говорил, что не хочет, чтобы зрители платили «только за то, чтобы увидеть, как я прыгаю», что он предпочел бы «быть плохим в хорошем балете, чем быть великим в плохом балете». Очень тщательно переживал своё творчество, чтобы быть великим в хорошем балете «важно, даже если вы играли роль накануне вечером, — подумать: „Это произойдет впервые“».
Брун наладил длительные отношения в качестве приглашённого артиста с большинством крупных балетных трупп Европы и Северной Америки, включая New York City Ballet, Joffrey Ballet, Национальный балет Канады, балет Парижской оперы и Королевский балет Лондона. Наиболее известны его роли в спектаклях «Сильфида», «Жизель», «Лебединое озеро».
Брун выступал в спектаклях с необычайно разнообразным числом балерин: американками Синтией Грегори, Норой Кай, Аллегрой Кент и Марией Талчиф; россиянкой Натальей Макаровой; датчанкой Кирстин Симона; британкой Надей Нериной; и, самое известное, часто выступал в дуэте с итальянской примой-балериной Карлой Фраччи. В 1969 году был снят фильм-балет «Жизель», запечатлевший на киноплёнке этот дуэт. В своей книге Beyond Technique (1968) Брун поделился своими мыслями о партнёрстве: «Было замечено, что мне удавалось работать со многими балеринами, и в большинстве случаев нам удавалось стать командой хотя бы на сезон или два. И это потому, что я всегда хотел иметь с ними отношения. Я не остаюсь прежним. Каждая балерина индивидуальна; у неё особенный колорит, иначе она не была бы балериной. Это окрасило бы мой стиль и определило мой подход. Я остаюсь верен себе, но позволяю её аромату окрасить меня, как мой цвет её… Хорошее партнёрство может каким-то образом выкристаллизовать то, что вы уже делали. Когда правильные люди собираются вместе, они извлекают друг из друга правильное… С правильным человеком это становится скорее ситуацией бытия, чем игры… Роль поглощает вас, и вы становитесь ею. И тогда кажется, что вы не можете сделать ничего плохого, потому что вы полностью поглощены этим существом».
В 1963 году Брун стал кавалером Ордена Даннеброга, одной из высших наград Дании, в том же году он был награжден премией Нижинского в Париже.
С 1972 года — на пенсии.
Возглавлял Королевский балет Швеции в 1967—1973 годах и Национальный балет Канады в 1983—1986 годах. Дважды ему предлагали пост директора Королевского датского балета, он дважды отказывался от этой должности.
Считается на Западе одним из наиболее значительных танцовщиков балета XX века. С 1988 года в память об артисте в Торонто проходит ежегодный международный конкурс на «Приз Эрика Бруна» — деньги на призовой фонд были выделены из его состояния согласно его завещанию.
В 2014 году организация «Наследие Торонто» установила мемориальную доску Эрику Бруну в Торонто на улице Джордж-стрит, 135, в районе рынка Святого Лаврентия. Он прожил там много лет.

### Личная жизнь
В 1961 году Брун познакомился с танцовщиком Рудольфом Нуриевым, после того, как тот сбежал из СССР. Нуриев был большим поклонником Бруна, ранее видев записанные выступления с его участием в туре по СССР с Американским театром балета. Брун и Нуреев стали парой и сохраняли отношения в течение 25 лет, до самой смерти Бруна.

### Смерть
Брун скончался в Главном госпитале Торонто 1 апреля 1986 года в возрасте 57 лет. Причиной смерти был назван рак лёгких. Однако, по словам писателя Пьера-Анри Верлхака, Брун также мог скончаться от СПИДа. Он похоронен в безымянной могиле на кладбище «Мариеберг» в Гентофте — пригороде Копенгагена, где прошло его детство.

### Память
- 2021 — Карла[итал.] — Алан Капелли Гёц[итал.]

## Творчество

### Репертуар
- 1975 — «Эпилог»[6] на музыку IV части Пятой симфонии Густава Малера, хореограф Джон Ноймайер (партнёрша — Наталия Макарова).

### Фильмография
- 1952 — «Ханс Кристиан Андерсен[англ.]» Чарльза Видора (танцевал вместе с Зизи Жанмер)
- 1969 — Фильм-балет «Жизель» Хуго Нибелинга и Девида Блэра (танцевал в дуэте с Карлой Фраччи и труппой Американского театра балета)